# 貝拉省
貝拉省是西非國家畿內亞的33個省之一，位於該國東南部，由恩澤雷科雷大區負責管轄，首府設於貝拉，北臨凱魯阿內省和康康省，東接科特迪瓦，南毗洛拉省和恩澤雷科雷省，西鄰馬桑塔省，面積17,452平方公里，人口約188,000。